# Gent Cakaj

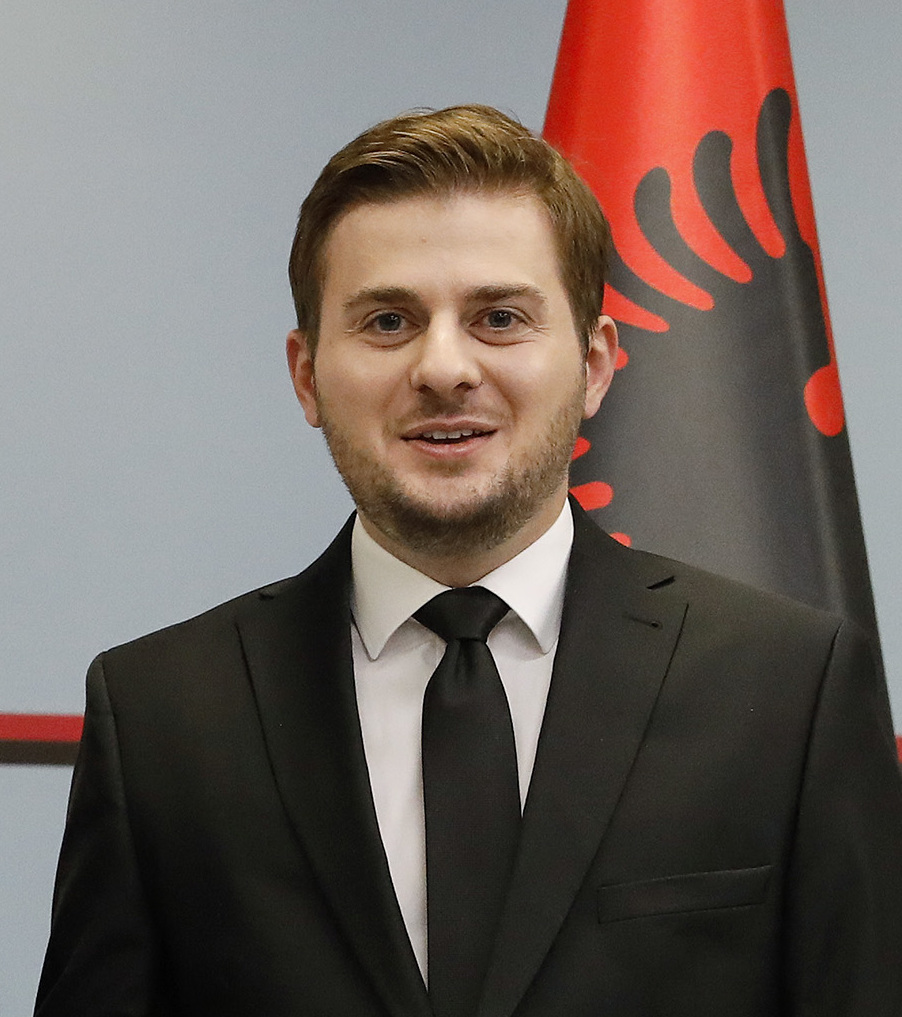
Cakaj im Oktober 2019

Gent Cakaj (* 6. Juli 1990 in Priština, Jugoslawien) ist ein albanischer Politiker (PS). Der Kosovo-Albaner leitete von Anfang 2019 bis Ende 2020 stellvertretend das albanische Außenministerium.

## Biographie
Gent Cakaj wurde in Pristina im Kosovo geboren und wuchs dort auf. Seine Familie stammt ursprünglich aus Gjakova, sein Vater Shkëlzen ist anerkannter Wissenschaftler im Bereich Kommunikationstechnologie.
2012 hatte er einen Bachelor in Philosophie der Universität Prishtina erworben. An der Central European University in Budapest hat er 2015 einen Master in Politikwissenschaften erworben. Er schloss zudem 2016 einen juristischen Bachelorstudiengang an einer privaten Universität in Pristina und 2017 ein Studium (Research Master) in Philosophie an der Katholieke Universiteit Leuven in Belgien ab.
Im Januar 2018 wurde er vom albanischen Ministerpräsidenten Edi Rama als politischer Berater für europäische Integration und Außenpolitik engagiert. Zudem amtete er als nationaler Koordinator Albaniens für den Wirtschaftsraum Westbalkan. Im Juni 2018 wurde er zum stellvertretenden Außenminister unter Außenminister Ditmir Bushati im Regierungskabinett Rama II ernannt.
Bei einer Regierungsumbildung im Januar 2019 sollte Cakaj das Amt von Bushati übernehmen. Staatspräsident Ilir Meta weigerte sich aber, Cakajs Ernennung zu bestätigen. Dem jungen Kosovaren fehle es an Glaubwürdigkeit und Erfahrung in der Politik, Diplomatie und Verwaltung. Zudem gab es Differenzen in der Kosovopolitik. Ilir Meta selbst war bei seiner Ernennung zum Außenminister im Jahr 2002 nur vier Jahre älter, hatte zu diesem Zeitpunkt aber bereits Erfahrung als Ministerpräsident.
In der Folge übernahm Rama das Amt des Außenministers und übertrug am 23. Januar, gleich nach seiner Bestätigung, die Führung des Außenministeriums an seinen Stellvertreter Cakaj. Rama erklärte öffentlich, er amtiere nur de jure als Außenminister. Neben Cakaj stammt auch Bildungsministerin Besa Shahini aus dem Kosovo.
In albanischen und deutschsprachigen Medien wird Cakaj regelmäßig als „albanischer Außenminister“ bezeichnet.
Das Jahr 2019 war in der albanischen Außenpolitik geprägt von der ausbleibenden Aufnahme von Beitrittsverhandlungen mit der Europäischen Union, die lange erwartet worden waren. Für das Jahr 2020 übernahm Albanien den Vorsitz der OSZE.
Ende Dezember 2020 gab Cakaj seinen Rücktritt bekannt. Rama dankte ihm für seine Dienste und ernannte die Verteidigungsministerin Olta Xhaçka zur neuen Außenministerin. Gründe für den Wechsel wurden nicht genannt.